# Balthasar Burkhard
Balthasar Burkhard (Bern, 24 december 1944 – 16 april 2010) was een Zwitsers kunstfotograaf, die deel uitmaakte van de beweging van de plastische fotografie. Hij is bekend door zijn monochrome afdrukken op groot formaat.
Burkhard was tussen 1961 en 1964 leerling van Kurt Blum en opende in 1965 een eigen fotostudio. Tegelijk begon hij fotoreportages te maken. Hij werd aangesteld door de Kunsthalle in Bern, geleid door Harald Szeemann, om de tentoonstellingen aldaar op film vast te leggen. Daar werd Burkhard sterk beïnvloed door de hedendaagse kunst en de tentoongestelde artiesten. In 1975 verhuisde hij naar Chicago waar hij tot 1978 les gaf aan de Universiteit van Illinois. Daar kreeg hij een eerste overzichtstentoonstelling van zijn werk. Daarna vestigde hij zich in New York. 
- Bibliothèque nationale de France: cb12210329j (data)
- Gemeinsame Normdatei: 11920889X
- International Standard Name Identifier: 0000 0001 2280 3996
- Library of Congress Control Number: n84234723
- Nationale Bibliotheek van Tsjechië: xx0014219
- Nationale Bibliotheek van Israël: 987007438790805171
- Nederlandse Thesaurus van Auteursnamen: 073677493
- PIC: 284790
- RKD-Nederlands Instituut voor Kunstgeschiedenis: 14254
- LIBRIS: 288516
- SIKART: 4004156
- Système universitaire de documentation: 030749530
- Union List of Artist Names: 500264827
- Virtual International Authority File: 56658869
- WorldCat: E39PBJy8m6gJdQryJ4m6hHF7pP